# Caeskerke
Caeskerke en français et anciennement en néerlandais ou Kaaskerke en néerlandais, est une section de la ville belge de Dixmude située en Région flamande dans la province de Flandre-Occidentale. C'était une commune à part entière avant la fusion des communes de 1965.
L'histoire de cette ancienne commune, fusionnée en 1964, est marqué par la Première Guerre mondiale. D'octobre 1914 à la fin du conflit en 1918 sa situation aux avant-postes du front de l'Yser qui fut marqué par la résistance de l'armée belge et la mort de milliers d'hommes de plusieurs nationalités. Le boyau de la Mort et la tour de l'Yser sont deux sites qui symbolisent le souvenir de ces événements.

## Géographie
Caeskerke est une section de la ville de Dixmude, située au nord-ouest du centre de cette ville. Elle est arrosée par l'Yser, petit fleuve côtier.

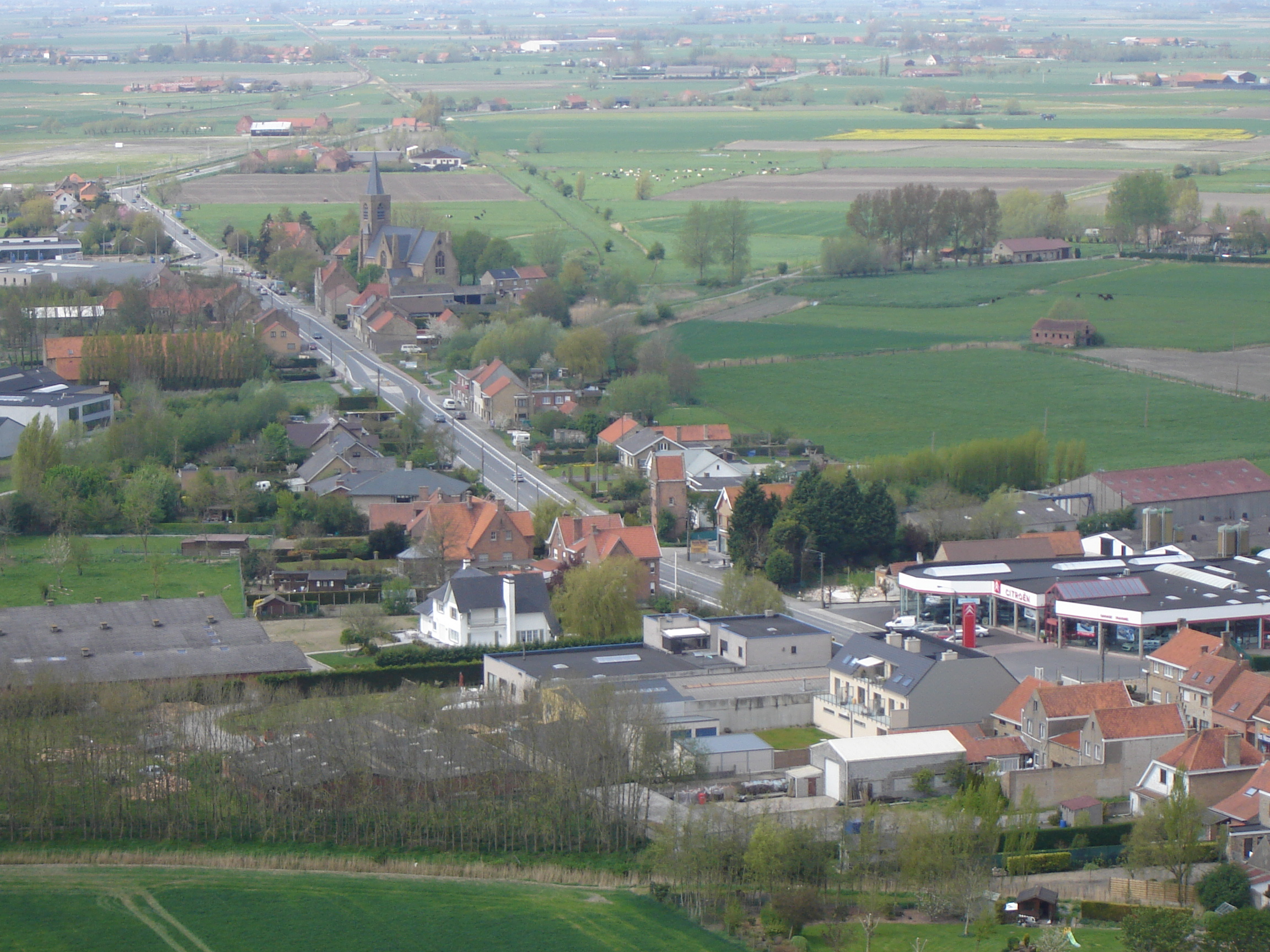
Vue du centre du village.

## Démographie

### Évolution démographique
- Sources : INS, Rem. : 1831 jusqu'en 1961 = recensements, 1964 = nombre d'habitants au 31 décembre[2].

## Histoire
Le village de Caeskerke est signalé comme existant en 1066.
En 1590, le « magistrat du métier de Furnes » donna l'ordre de construire un fort, pour défendre l'ouest de la ville de Dixmude, sur le territoire de Caekerke à l'entrée du pont sur l'Yser. Appelé « Hooge-brugge », il faisait partie des fortifications de Dixmude. 
En 1639, Caeskerke a pour seigneur Pierre de Lichtervelde, fait chevalier par lettres patentes du 22 août 1639. 
Par le traité d'Utrecht, en 1713, Caeskerke est intégrée dans les Pays-Bas autrichiens. De 1795 à 1814 Caeskerke est une commune française du département de la Lys. Le 7 janvier 1805, un décret de Napoléon Ier détache la commune de Caeskerke de l'arrondissement de Furnes pour la rattacher à celui de Dixmude.
En 1836, Caeskerke est une commune du canton de Nieuport, de l'arrondissement de Furnes comportant 432 habitants. Le bâtis se compose de 54 maisons et 35 fermes, le village comporte une église, une maison communale et une école. C'est un territoire agricole dont les terres, engraissées avec du fumier et amendées avec de la chaux et des cendres de Hollande donnent d'abondantes récoltes de froment, méteil, seigle, orge, avoine, colza, lin, trèfle, pomme de terre, foin et féverolle. Le cheptel est composé de 63 chevaux, 29 poulains, 566 bêtes à cornes, 135 veaux, 236 porcs et 6 moutons. On y trouve également deux brasseries et on y pratique le commerce des grains et du bétail.
En 1857, la commune de Caeskerke qui dépend de la poste de Dixmude, dispose de quatre boîtes à lettres, situées aux villages de Caeskerke, Hooge-Brug, Lettenburg et Vyf-Huyzen. En 1858, la commune est traversée, sans arrêt, par les trains qui circulent sur le chemin de fer de Lichtervelde à Furnes. Dix ans plus tard, en 1868, la ligne de Dixmude à Nieuport est également mise en service sans un arrêt à Caeskerke, bien qu'elle soit embranchée sur la ligne précédente près du bourg. Un simple arrêt, dénommé Caeskerke est mis en service en 1888, ce n'est qu'en 1903 qu'il devient une gare. 
Lors de la Première Guerre mondiale le territoire de la commune de Caeskerke est l'un des sites où se déroule la bataille de l'Yser du 17 au 31 octobre 1914, le village et sa gare sont des éléments de défense  du front de l'Yser notamment après l'utilisation de la ligne de chemin de fer de Dixmude à Nieuport comme digue limitant l'inondation volontaire des terres basses situées au nord, afin de casser la pression exercée par l'armée allemande très supérieure en nombre. Dès le début de cette bataille le village est tenu par le contre-amiral Ronarc'h et ses 6 000 hommes de la brigade de fusiliers marins qui ont pour mission la protection de ce flanc de la ville de Dixmude.
Le premier février 1938, la gare de Caeskerke change de nom et devient la gare de Kaaskerke.
En 1955, une partie du territoire de la commune de Caeskerke est annexée à celui de la ville de Dixmude, une loi modifie les limites entre la ville et la commune. L'arrêté royal du 4 octobre 1964, proclame la fusion de la ville de Dixmude avec les communes d'Esen et Kaakerke, qui deviennent des sections de la ville.

## Lieu et monument
- Boyau de la Mort (en néerlandais Dodengang) est un ensemble conservé, puis réhabilité, de tranchées de la Première Guerre mondiale, situé sur le territoire de l'ancienne commune[14].
- Église Saint-Barthélemy (en néerlandais Sint-Bartolomeuskerk), l'ancienne église est détruite lors des combats du front de l'Yser, le bâtiment actuel est reconstruit dans un style néo-gothique en 1921[15].
- Tour de l'Yser

## Galerie de photos

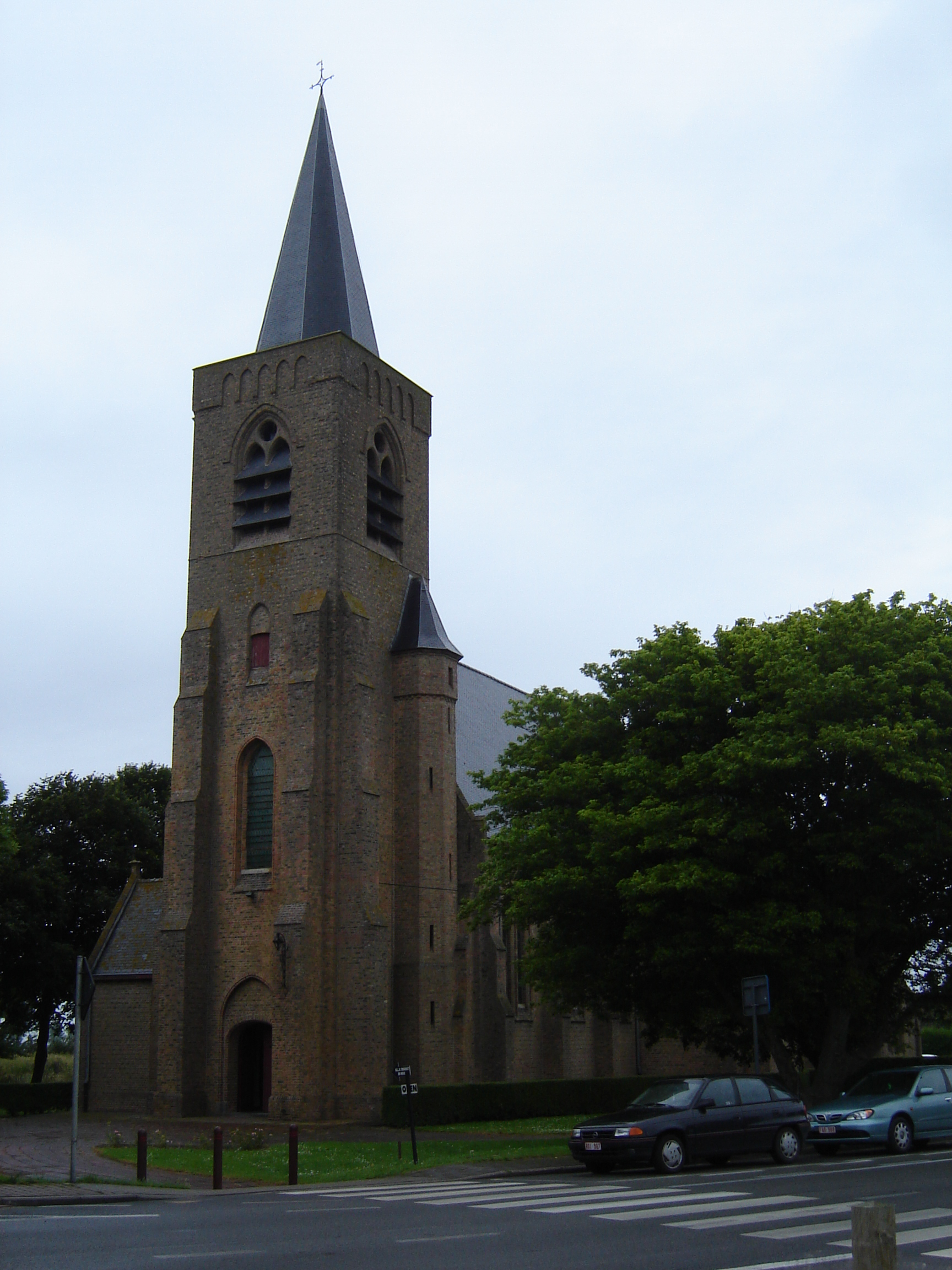
Église Saint-Barthélemy.
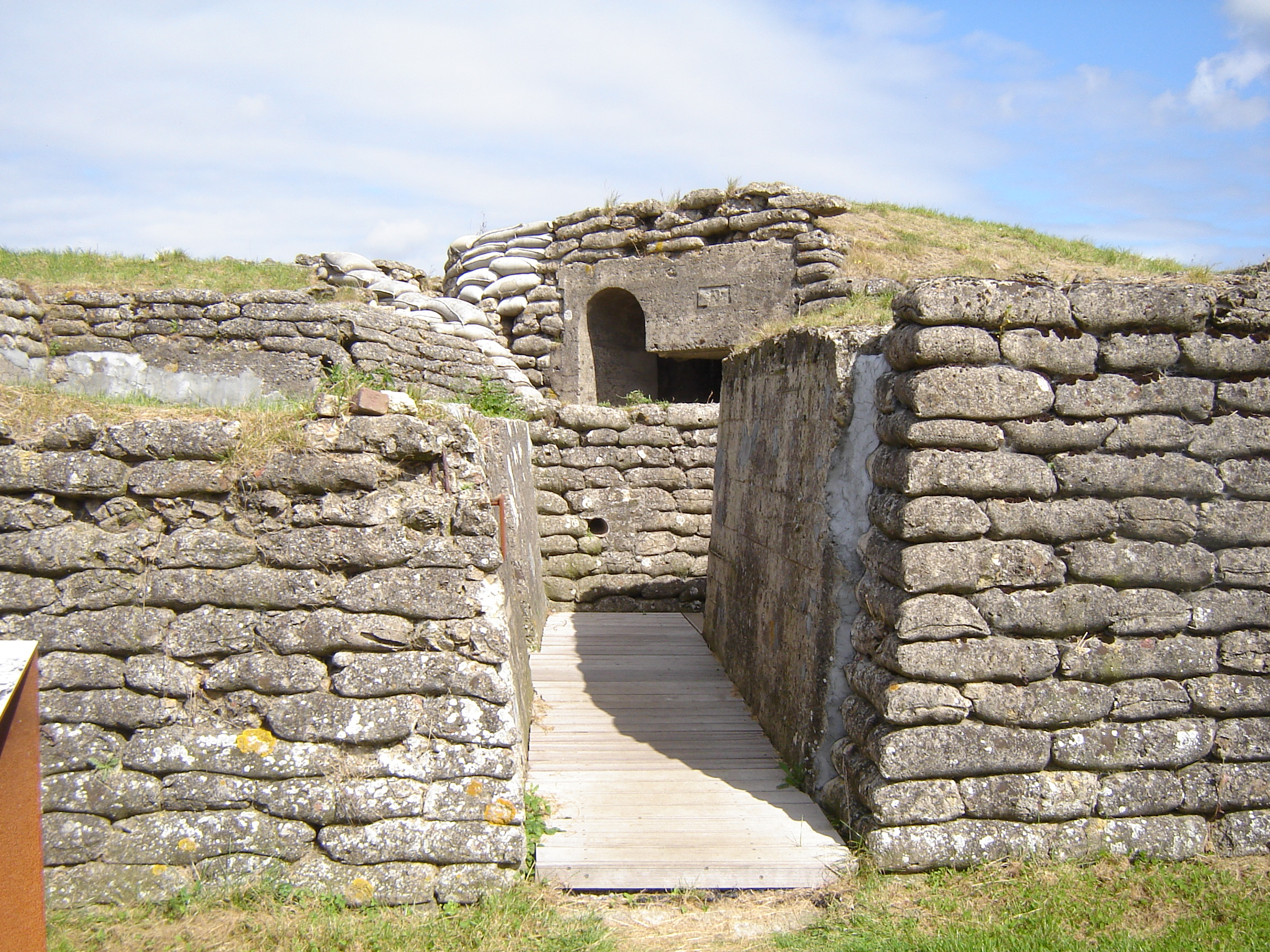
Boyau de la Mort.
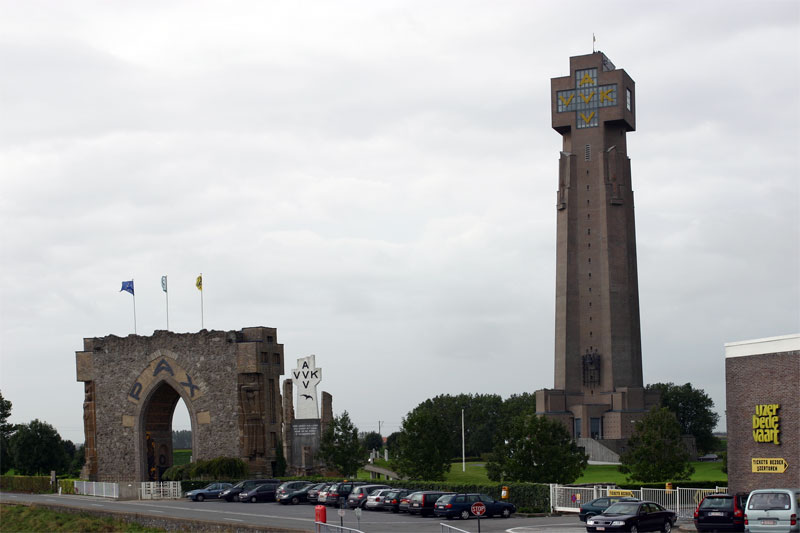
Tour de l'Yser.